# Metal Bridge (Durham)
Metal Bridge – osada w Anglii, w hrabstwie Durham. Leży 8 km na południe od miasta Durham i 368 km na północ od Londynu.